# Slag op de Dingjun-berg
De Slag op de Dingjun-berg was een veldslag tussen de Chinese rijken Wei en Shu-Han in 217, ten tijde van de Periode van Drie Koninkrijken. De berg Dingjun shan ("Berg van het tegengehouden leger") is na de slag zo genoemd.
Rond 215 was de krijgsheer Cao Cao van Wei begonnen aan een veldtocht tegen het koninkrijk Shu, dat in 214 door Liu Bei was uitgeroepen in de westelijke provincie Yi. Na de verovering van de belangrijke stad Hanzhong had hij generaals bij alle strategische punten geplaatst, waarvan de Dingjun-berg er een was. Hier was zijn neef Xiahou Yuan gelegerd.
Liu Bei had inmiddels een leger tegen Cao Cao gestuurd, om diens opmars te stuiten. Dit leger werd aangevoerd door de oude Huang Zhong, die door vriend en vijand werd veracht om zijn leeftijd. Huang Zhong wilde zijn heer een dienst bewijzen en ging de uitdaging met Xiahou Yuan aan.
Eerst werd de Tiandang-berg ingenomen, zodat de Shu-legers het vijandelijke kamp konden overzien. Een poging van Xiahou om de berg te heroveren mislukte, en Huang kreeg vrij spel.
Later viel het Shu-leger aan en wist Huang Zhong zijn tegenstander te doden, waarop hij zijn hoofd afhakte en terugbracht naar Liu Bei. Cao Cao, geschokt door dit nieuws, deed een stap terug en versterkte zijn verdediging. Maar de vijand kwam eraan en zijn troepen raakten gedemoraliseerd, zodat hij zich terug moest trekken.
Door de overwinning wist Liu Bei Hanzhong te veroveren, waar hij na zijn aankomst in de stad zichzelf de titel 'Koning van Hanzhong' toe-eigende.